# 중국 위협론
중국 위협론(中國威脅論, 영어: China threat theory, 중국어: 中国威胁论)은 중화인민공화국이 전 세계의 민주주의, 평화, 군사 및 경제 관계 및 기타 측면에 위협을 가한다고 주장하는 다양한 견해이다. 중국 경제가 성장함에 따라 일부 사람들은 중국의 정부 시스템과 발전 모델이 유럽과 미국보다 더 효과적이며 결국 중국이 이를 대체할 것이라고 믿고 있다. 냉전이 끝난 이후 중국 위협론은 서구, 특히 미국에서 성장해 미국의 대중 외교 정책에 영향을 미쳤다.
중국 위협론은 통일되거나 응집력 있는 관점을 나타내지 않는다. 중국의 행동과 의도에 대해 국가와 정부마다 견해가 다르다. 일부 국가에서는 중국을 잠재적인 위협으로 보고 이에 대한 조치를 취해야 한다고 보는 반면, 다른 국가에서는 중국과의 문제를 대화와 협력을 통해 해결해야 한다고 생각한다.

## 같이 보기
- 적색공포
- 황화론
- 반공주의
- 주청후
- 화평굴기